# Foresta nazionale di Chugach
La foresta nazionale di Chugach (in inglese: Chugach National Forest) è un'area forestale protetta situata in Alaska (Stati Uniti d'America).

## Storia
Quest'area protetta fu formata il 23 luglio 1907. In tempi preistorici (migliaia di anni fa) l'area è stata colonizzata da nativi americani, mentre gli europei l'hanno scoperta a metà del 1700. Da allora le risorse del territorio sono state utilizzate soprattutto dai commercianti russi di pellicce (specialmente lontre marine). Nel 1867 gli Stati Uniti acquistano l'Alaska dalla Russia, e nel 1888 fu trovato l'oro. 
Le attuali culture indigene presenti nell'area sono: "'Chugach Eskimo", "Eyak Indians", "Kenaitze" e altre tutte appartenenti al gruppo linguistico Athabascan.

## Geografia
L'area forestale di Chugach copre 27.957 km{\displaystyle ^{2}} ed è distribuita tra la parte orientale della penisola di Kenai (Kenai Peninsula), parte dello Stretto di Prince William (Prince William Sound) e il delta del fiume Copper (Copper River). L'area comprende ampie coste (circa 5.600 km), ghiacciai (22 ghiacciai marini), foreste e fiumi, molti dei quali non sono stati toccati da strade o sentieri (ci sono solamente 140 km di strade forestali e circa 500 km di sentieri designati). È la terza più grande foresta del sistema forestale nazionale statunitense ed è inoltre quella più settentrionale (e occidentale). Il 30% del territorio è ricoperto da ghiacciai; inoltre sono presenti ben 96 spartiacque separati.
Distribuzione del territorio:
- penisola di Kenai: 21%;
- stretto del Principe William: 48%;
- delta del fiume Copper: 31%.

I ghiacciai più importanti della foresta Chugach sono:
| Nome del ghiacciaio | Tipo ghiacciaio | Altezza del fronte (m s.l.m.) | Coordinate             | Localizzazione                                                                                       |
| ------------------- | --------------- | ----------------------------- | ---------------------- | --- |
| Portage Glacier     | Terrestre       | 256                           | 60°43′07″N 148°48′11″W | Alimenta il lago Portage lungo la strada Portage Glacier Highway () che collega Portage con Whittier |
| Childs Glacier      | Terrestre       | 1.028                         | 60°40′37″N 144°56′07″W | Si trova poco a nord del delta del fiume Copper                                                      |
| Columbia Glacier    | Marino          | 727                           | 61°13′00″N 146°51′00″W | È posizionato al centro del parco a circa 20 km a ovest da Valdez                                    |
| Harvard Glacier     | Marino          | 239                           | 61°18′25″N 147°39′57″W | Ghiacciaio principale del fiordo College Fiord                                                       |
| Harriman Glacier    | Marino          | 488                           | 60°56′14″N 148°31′47″W | Si trova a circa 15 km a nord di Whittier                                                            |

Il picco più alto del parco è il monte Marcus Baker (altezza 4.016 m s.l.m.) 61°26′14″N 147°45′10″W. Si trova all'estremo nord del parco.

## Geologia
Un'area di studio del territorio dentro la foresta è la "Nellie Juan-College Fiord Wilderness Study Area".61°10′23″N 147°50′00″W

## Ecologia
Il Chugach è una foresta pluviale temperata della regione dell'oceano Pacifico. In realtà la foresta occupa solamente una stretta striscia tra il mare e la zona dei ghiacciai. In questa breve fascia, chiamata anche "foresta pluviale sub-polare", si possono trovare le seguenti specie di alberi: il peccio di Sitka (sitka spruce), l'abete canadese occidentale (western hemlock) e il mountain hemlock.
La foresta di Chugach ospita numerose specie di uccelli; si valutano a 200 colonie di uccelli marini e tra 3.000 e 5.000 aquile calve (bald eagles). Inoltre la porzione di foresta del fiume Copper River è considerato uno degli habitat per uccelli costieri più essenziali al mondo. In questa area vivono oltre 20 milioni di uccelli e tra gli altri si possono trovare i cigni trombettieri (trumpeter swan)  e le oche del Canada (dusky Canada geese).
I mammiferi includono le seguenti specie: il lupo della prateria (coyote), il lupo dell'Alaska (wolf packs), l'alce (Alaskan moose), la renna (caribou), la martora americana (marten), il cervo mulo (Sitka black-tailed deer), la capra delle nevi (mountain goat), l'orso nero (black bears), il orso grigio (grizzly bears) e il bighorn bianco (Dall sheep). 
Nelle acque delle insenature della foresta si possono vedere le megattere (Humpback whales), i OtariinaeIleoni marini (sea lions) e le lontre di mare (otters). Mentre per la pesca si può trovare il salmone reale (king salmon), il salmone rosso (red salmon), il salmone argentato (silver salmon), il salmone keta (chum salmon) e il salmone rosa (pink salmon).

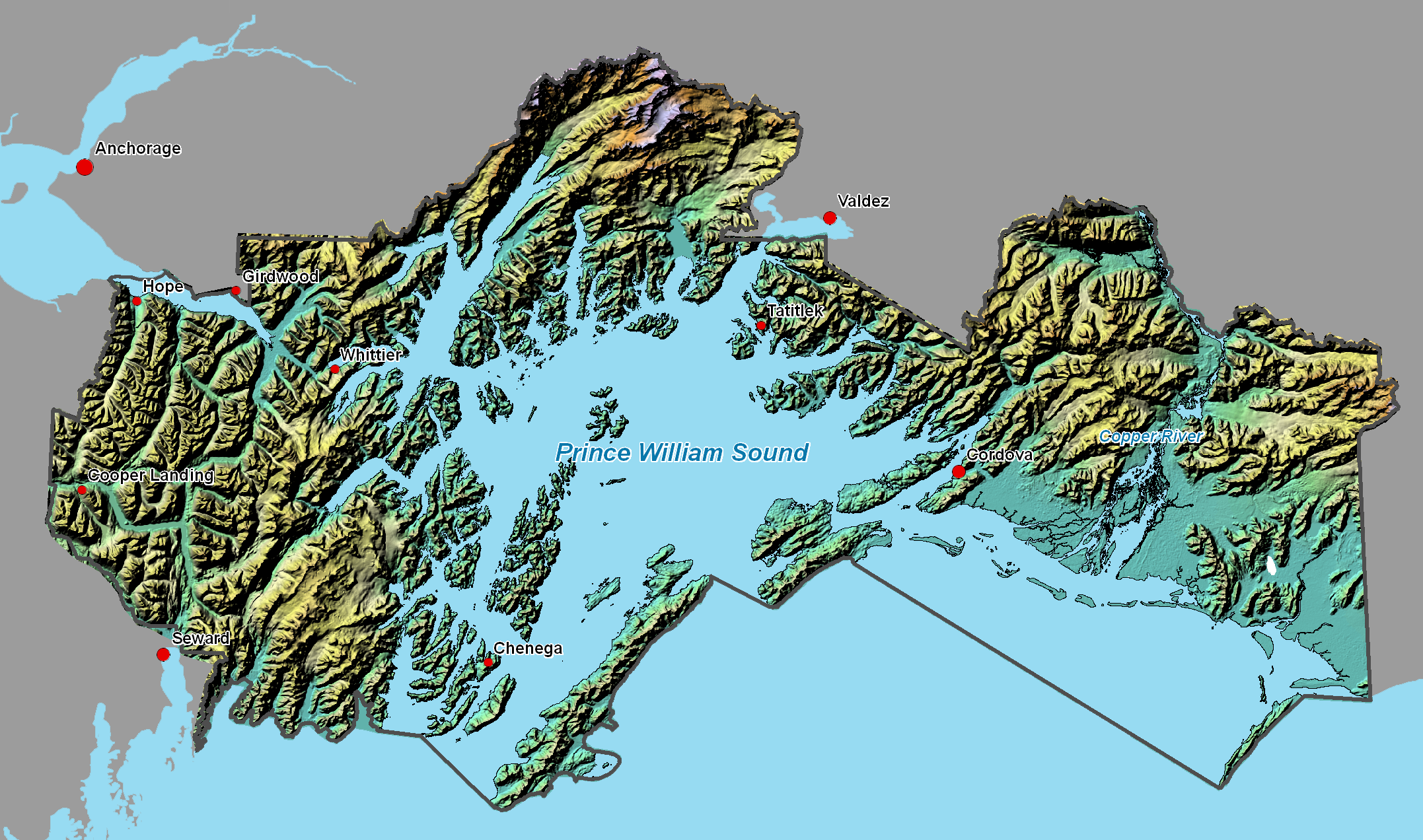
Mappa del parco

## Punti di accesso e turismo
Le seguenti strade costeggiano o penetrano del parco:
- Autostrada Seward: da Girdwood a Seward; questo tratto di strada penetra nella parte occidentale del parco;
- Autostrada Glenn: da Anchorage fino a Glennallen questa strada lambisce, senza toccare, la parte nord del parco;
- Autostrada Richardson: da Valdez fino a Glennallen questa strada lambisce, senza toccare, la parte centrale del parco.

Dentro il parco (o vicino ai suoi confini) si trovano le seguenti cittadine: Hope, Seward, Whittier, Girdwood, Valdez e Cordova. Il parco è situato nelle seguenti aree amministrative: Census Area di Valdez-Cordova, Borough della Penisola di Kenai, Municipalità di Anchorage e Borough di Matanuska-Susitna. Infine a Cordova, Girdwood e Seward si trovano gli uffici distrettuali dei "ranger", mentre ad Anchorage si trova l'ufficio del supervisore del parco.
Il turismo è la principale fonte di guadagno in questa area, oltre all'estrazione (carbone, petrolio e gas) e la pesca commerciale. Due centri di informazione pubblica sono presenti: "Begich Boggs Visitor Centre" nei pressi di Portage (Portage Valley) e "Crooked Creek Information Center" a Valdez.

## Alcune immagini

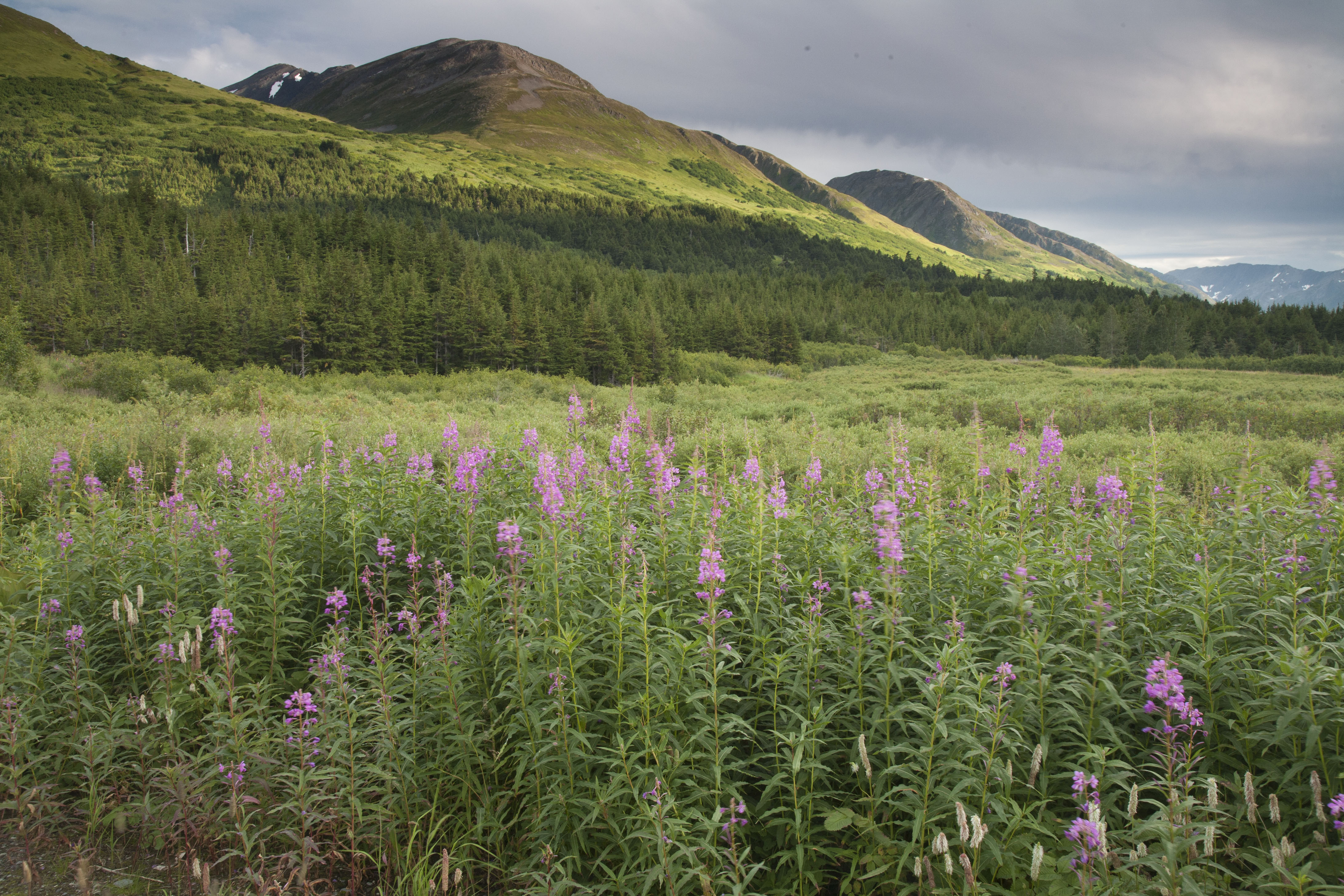
Passo Tunagain
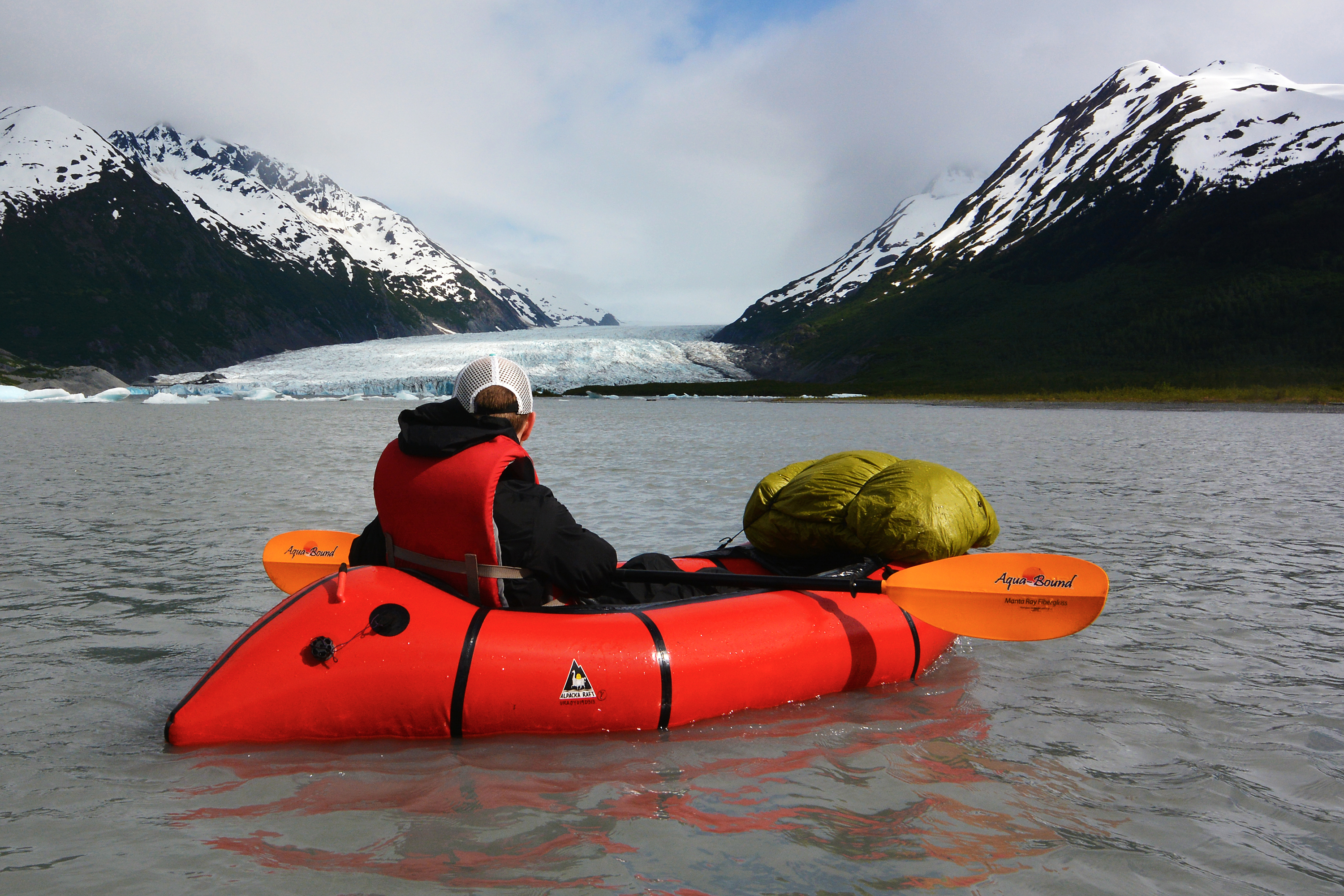
Lago Spencer
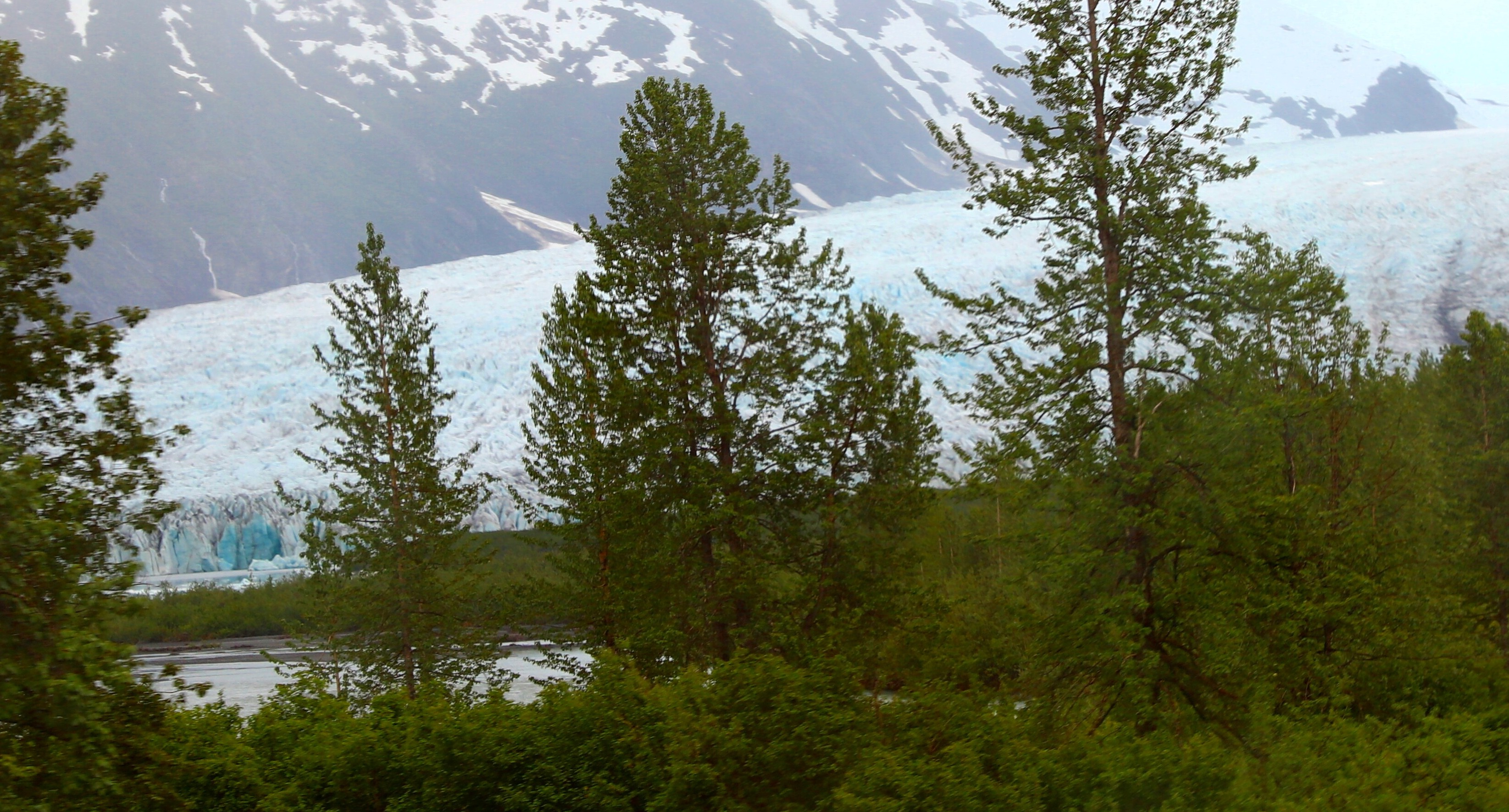
Ghiacciaio Spencer
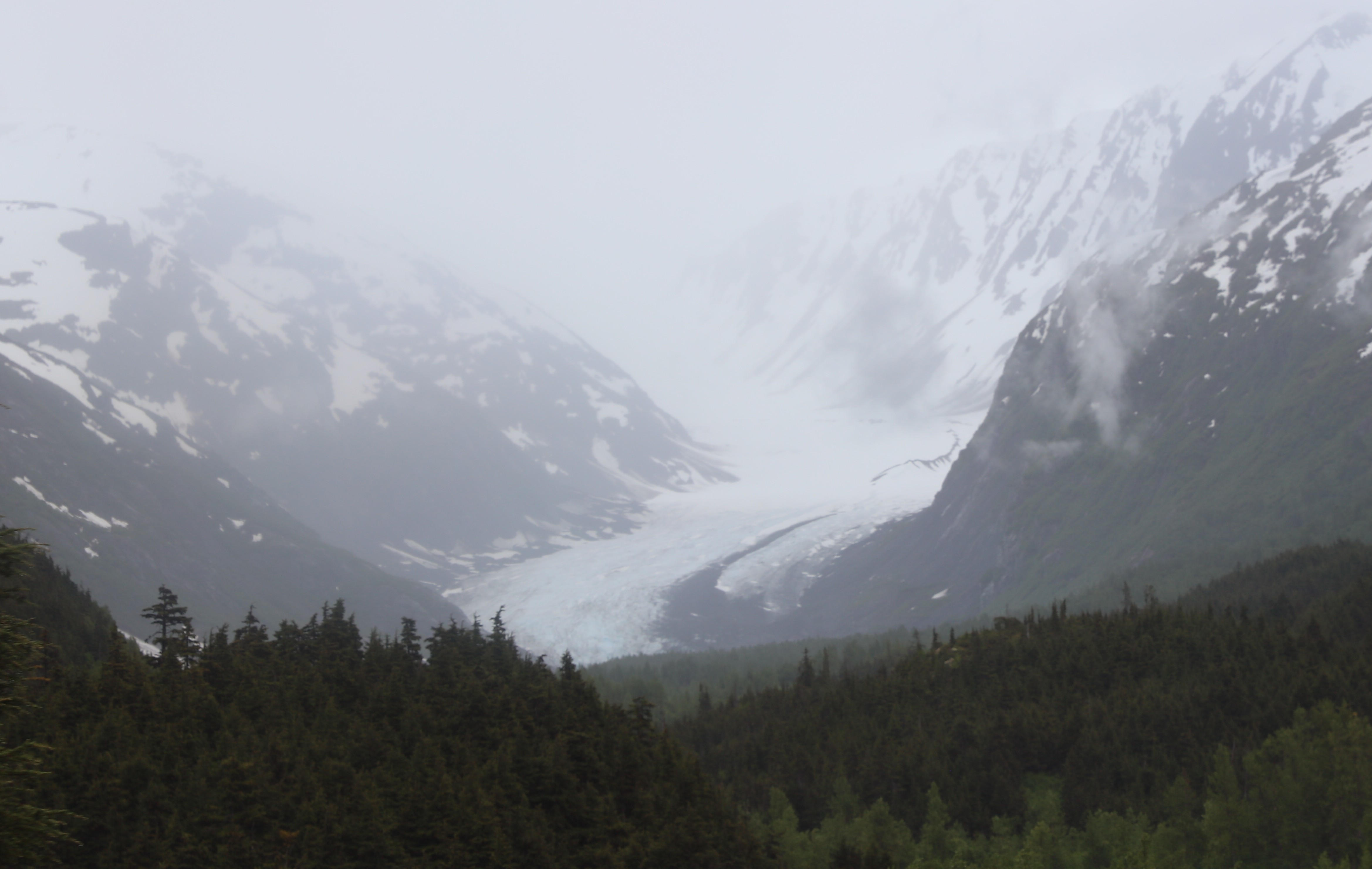
Ghiacciaio Trail
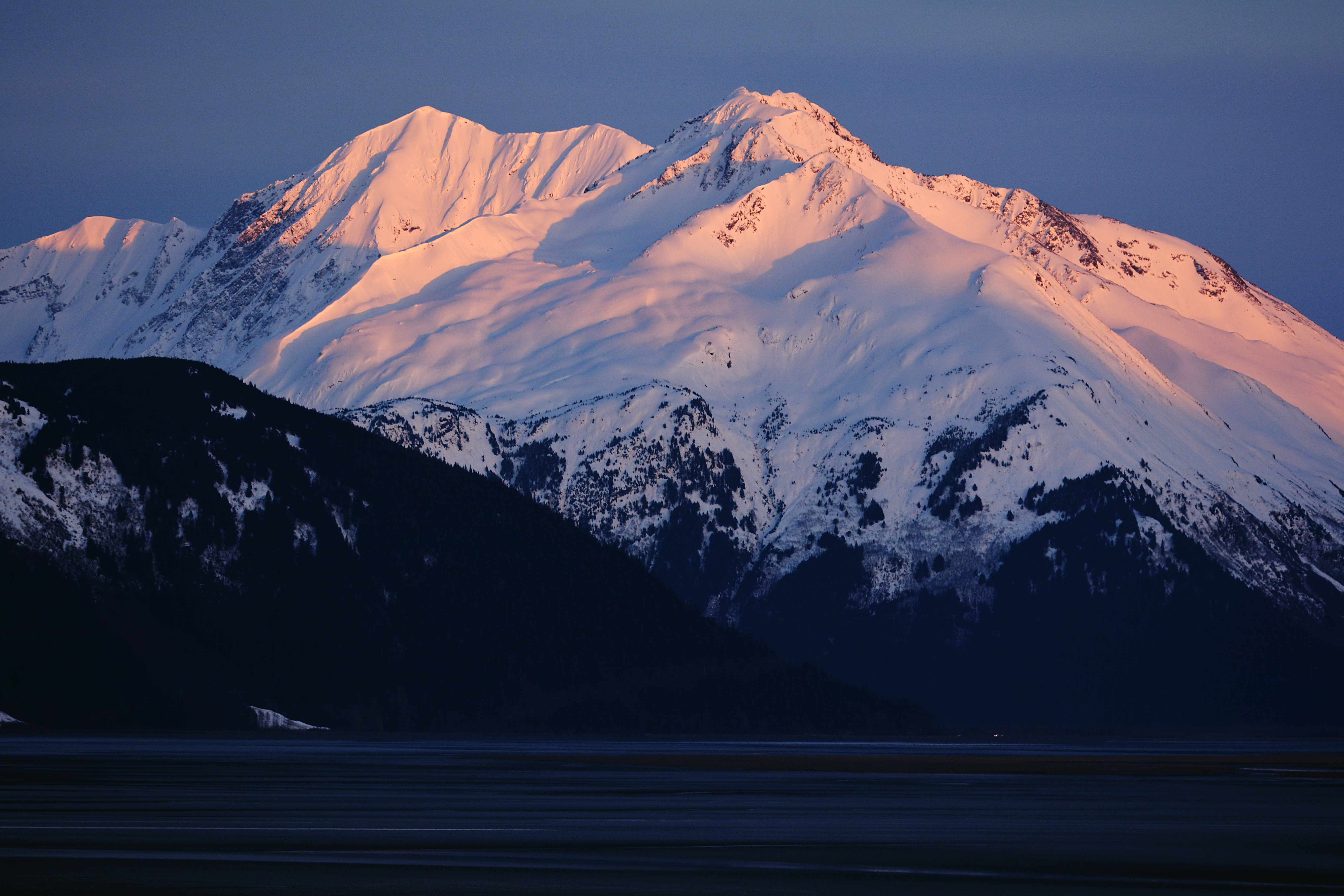
Picco Begich
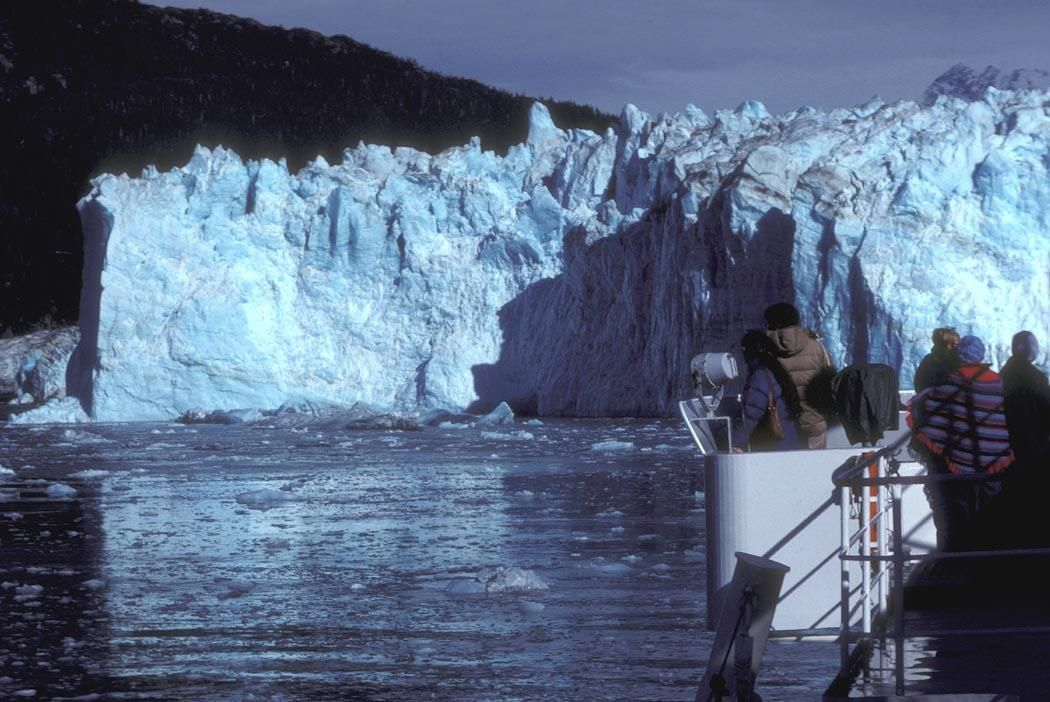
Ghiacciaio Columbia
Autostrada Seward
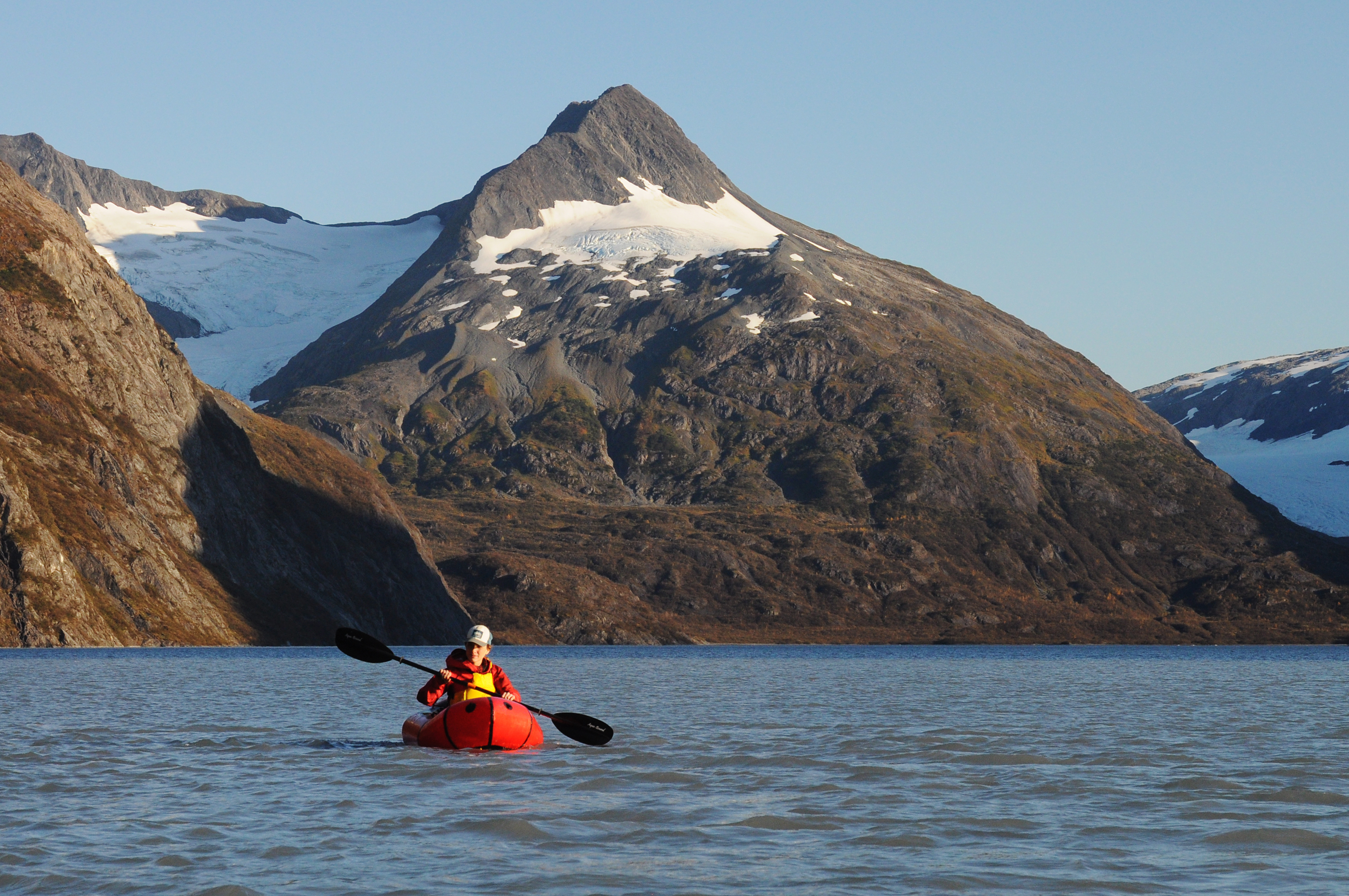
Lago Portage
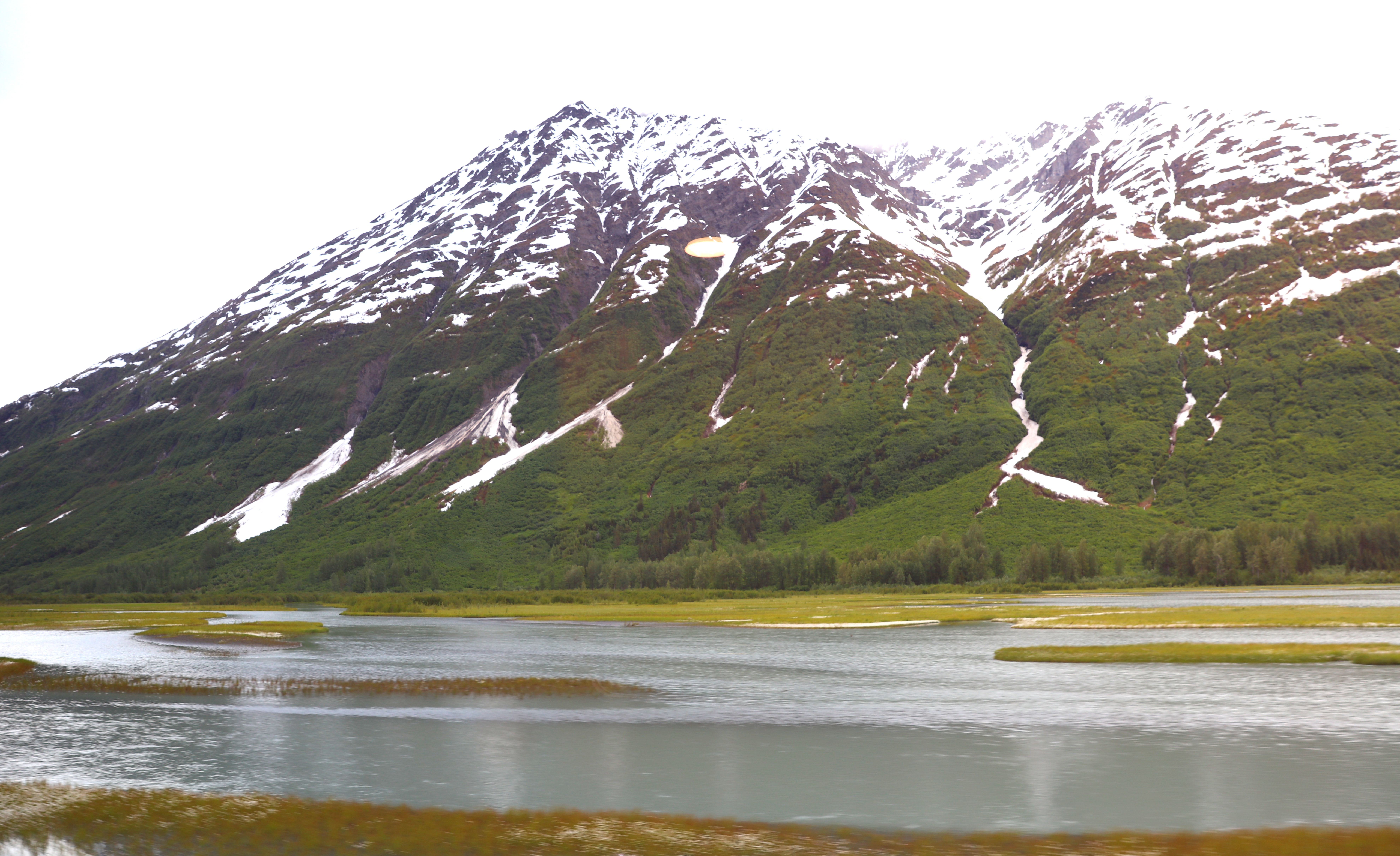
Passo Moose
Autostrada Seward